# 朱宸潚
建安莊順王朱宸潚（1490年12月22日—1553年11月25日），號中和，明朝寧藩第二代建安王，建安簡定王朱覲鋉的嫡第三子。

## 生平
弘治三年十一月十一日（1490年12月22日）生。後封鎮國將軍。嘉靖十七年（1538年）二月，建安簡定王朱覲鋉去世。嘉靖二十一年（1542年），朱宸潚襲封建安王。
寧王之亂後，寧藩宗室歸弋陽王朱拱樻管理，因此郡王歲時朝賀俱在弋陽王府行禮。嘉靖二十二年（1543年），朱宸潚因自己屬尊，不欲隨班，派遣校尉張益上疏稱病，請求在自己王府行禮。明世宗下詔責備朱宸潚不敬，命其恪遵典禮、不得妄奏。
嘉靖三十二年十月二十日（1553年11月25日），朱宸潚去世，享年六十四岁，諡號莊順。四年後，嫡長子朱拱榐襲爵。

## 家庭

### 妻
- 程氏（1494年－1562年），新建縣程武女，初冊為鎮國將軍夫人，嘉靖二十一年（1542年）冊為建安王妃。[1]

### 子
- 嫡長子：建安昭靖王朱拱榐
- 第二子：鎮國將軍朱拱𭬎（1528年－1584年）
- 第三子：鎮國將軍朱拱梔（1529年－1572年）[8]